# MRPS10
MRPS10 (англ. Mitochondrial ribosomal protein S10) – білок, який кодується однойменним геном, розташованим у людей на 6-й хромосомі. Довжина поліпептидного ланцюга білка становить 201 амінокислот, а молекулярна маса — 22 999.
| 10         |  | 20         |  | 30         |  | 40         |  | 50         |
| ---------- |  | ---------- |  | ---------- |  | ---------- |  | ---------- |
| MAARTAFGAV |  | CRRLWQGLGN |  | FSVNTSKGNT |  | AKNGGLLLST |  | NMKWVQFSNL |
| HVDVPKDLTK |  | PVVTISDEPD |  | ILYKRLSVLV |  | KGHDKAVLDS |  | YEYFAVLAAK |
| ELGISIKVHE |  | PPRKIERFTL |  | LQSVHIYKKH |  | RVQYEMRTLY |  | RCLELEHLTG |
| STADVYLEYI |  | QRNLPEGVAM |  | EVTKTQLEQL |  | PEHIKEPIWE |  | TLSEEKEESK |
| S          |  |            |  |            |  |            |  |            |

A: Аланін

C: Цистеїн

D: Аспарагінова кислота

E: Глутамінова кислота

F: Фенілаланін

G: Гліцин

H: Гістидин

I: Ізолейцин

K: Лізин

L: Лейцин

M: Метіонін

N: Аспарагін

P: Пролін

Q: Глутамін

R: Аргінін

S: Серин

T: Треонін

V: Валін

W: Триптофан

Кодований геном білок за функціями належить до рибонуклеопротеїнів, рибосомних білків. 
Локалізований у мітохондрії.